# Scolymia australis
Espèce
Statut CITES
Scolymia australis est une espèce de coraux appartenant à la famille des Mussidae. Selon WoRMS, cette espèce n'est pas valide et correspond à Homophyllia australis Milne Edwards & Haime, 1849.